# Paroplocephalus atriceps
Paroplocephalus atriceps is een slang uit de familie koraalslangachtigen (Elapidae) en de onderfamilie zeeslangen (Hydrophiinae).

## Naam en indeling
De wetenschappelijke naam van de soort werd voor het eerst voorgesteld door Glen Milton Storr in 1980. Oorspronkelijk werd de wetenschappelijke naam Brachyaspis atriceps gebruikt. De slang werd eerder aan andere geslachten toegekend, zoals Notechis, Echiopsis, Denisonia en Suta. De soort werd door J. Scott Keogh, Ian A. W. Scott en John D. Scanlon in 2000 aan het geslacht Paroplocephalus toegewezen en is tegenwoordig de enige vertegenwoordiger van deze monotypische groep.

## Verspreiding en habitat
De soort komt voor in delen van Australië en leeft endemisch in de deelstaat West-Australië. De habitat bestaat uit tropische en subtropische droge scrublands.

## Beschermingsstatus
Door de internationale natuurbeschermingsorganisatie IUCN is de beschermingsstatus 'veilig' toegewezen (Least Concern of LC).